# Paris-Saclay
Paris-Saclay je tehnološki i znanstveni park u blizini Saclaya na otoku Île-de-France. Uključuje istraživačke institucije, dva velika francuska sveučilišta s visokoškolskim ustanovama (grandes écoles) te istraživačke centre privatnih tvrtki. Godine 2013. Technology Review svrstao je Paris-Saclay među 8 najboljih istraživačkih klastera u svijetu. U 2014. činio je gotovo 15% francuskog znanstveno-istraživačkog kapaciteta.
Najranija naselja datiraju iz 1950-ih, a područje se nekoliko puta proširilo 1970-ih i 2000-ih. Trenutno je u tijeku nekoliko razvojnih projekata kampusa, uključujući preseljenje nekih objekata.
Područje je danas dom mnogih najvećih europskih visokotehnoloških tvrtki, kao i dva najbolja francuska sveučilišta, Université Paris-Saclay (CentraleSupélec, ENS Paris-Saclay, itd.) i Institut polytechnique de Paris (École Polytechnique, Télécom ParisTech, HEC Paris, itd.). Na ARWU ljestvici 2020, Université Paris-Saclay je rangirano na 14. mjestu u svijetu za matematiku i 9. na svijetu za fiziku (1. u Europi).
Cilj je bio ojačati klaster kako bi se stvorilo međunarodno središte znanosti i tehnologije koje bi se moglo natjecati s drugim visokotehnološkim okruzima kao što su Silicijska dolina ili Cambridge, MA.

## Vanjske poveznice
- Paris-Saclay